# Kiadatlan költemények (Jules Verne)
A Kiadatlan költemények (eredeti francia címe: Poésies Inédites) Jules Verne költői műveiből összeállított versgyűjtemény. A kötet francia nyelven először 1989-ben jelent meg a Le Cherche-Midi éditeur párizsi kiadónál, Christian Robin nantes-i egyetemi tanár gondozásában.
Magyarországon először az Unikornis Kiadó Verne-életmű sorozatában jelent meg. A gyűjteményes kiadás 36. kötete, mely még további novellákat is tartalmaz.
A Kiadatlan költemények két füzetből áll, melynek legfontosabb verseit 1847-1848-ban írta.
Az Első füzet (Premier Carnet) egységes, tudatos kompozíció. A versek római számozással vannak ellátva, a füzet végén tartalomjegyzék olvasható, számozott lapokkal, az utolsó vers után "Vége" felirattal. A füzet összesen 51 verset tartalmaz.
A Második füzet (Second Carnet) első 28 költeményében nem észlelhető változás az Első füzethez képest. Ezen versek nagy része 1848-ra datálható, ezek is római számozással vannak ellátva. A füzetbe összesen 37 vers került.
A Második füzetet a szerző 36 évvel később, 1884-ben folytatta, és még született bele néhány további költemény is.
A John Playne siralma verset, apró módosítással, Verne teljes terjedelmében felhasználta a Senki fia regényében.
A Tankadéra énekel vers (1862) kissé módosított változatát énekli egy fiatal lány az Egy kínai viszontagságai Kínában című regény hetedik fejezetében, a versszakok közt a főszereplő, Kin-Fo gondolatait olvashatjuk.

## A magyar kiadás
Az Unikornis Kiadó Jules Verne sorozatának 36. kötetében jelent meg a Kiadatlan költemények első magyar nyelvű kiadása. Azonban ez nem tartalmazza az összes mű fordítását. A kötet végében a sorozat szerkesztőjének és a versek fordítójának utószavát olvashatjuk, melyben bővebb információkat lehet megtudni Verne költői pályafutásáról illetve a Kiadatlan költeményekről is.
Az első magyar kiadásban megjelent művek:
1. Első füzet
  - A CXXIX. zsoltár átirata
  - A gőz
  - Homeopátia
  - Várakozás
  - Csönd a templomban
  - Plutus, Frankhon első királya
  - Az október 29-i kormány
  - Föl a bitóra!
  - A halál
  - A Koránban
  - A kórház
  - Búcsú egy hölgytől
  - Hermina! Herminám!
  - Ájtatosság Nagycsütörtök délutánján
  - Az éj
  - A lángész
2. Második füzet
  - Fájdalom
  - Díszben vonul a gyásznap
  - Barikádok harci dala
  - Ha…
  - Oly szép az éjidő
  - Esteli harangszó
  - Van-e rosszabb, cudar lét…
  - Szeretlek, légi lény…
  - Midőn eljő a tél…
  - Húgomnak, első áldozása ünnepnapjára
  - Az ifjú leány
  - Catinetta mia
  - Oly szép vagy s fiatal…
  - Az élet
3. Későbbi költemények
  - Ave Maris Stella
  - Tankadéra énekel
  - Üdv néked, Etna!
  - John Playne siratója (Benyhe János fordítása)

A verseket - ahol nincs külön jelölve - Majtényi Zoltán fordította.